# N409 (België)
De N409 is een Belgische gewestweg die de stad Deinze met de gemeente Aalter in de provincie Oost-Vlaanderen met elkaar verbindt. De totale lengte van de weg is ongeveer 11 kilometer.
De weg heeft verschillende namen:
- Steenweg op Deinze
- Heirstraat
- Lotenhullestraat
- Deinzestraat
- Vinktstraat
- Aaltersesteenweg